# Aegiochus arcticus
Aegiochus arcticus is een pissebed uit de familie Aegidae. De wetenschappelijke naam van de soort werd als Aega arctica in 1859 gepubliceerd door Christian Frederik Lütken.